# Pelarrodríguez
Pelarrodríguez település Spanyolországban, Salamanca tartományban. Pelarrodríguez El Cubo de Don Sancho, Garcirrey, Buenamadre és La Fuente de San Esteban községekkel határos. Lakosainak száma 159 fő (2024).

## Népesség
A település népessége az elmúlt években az alábbi módon változott:
| Lakosok száma | 206  | 194  | 184  | 184  | 182  | 174  | 166  | 168  | 166  | 159  |
|               | 2001 | 2004 | 2007 | 2009 | 2012 | 2014 | 2017 | 2019 | 2022 | 2024 |